# Malerische Ukraine

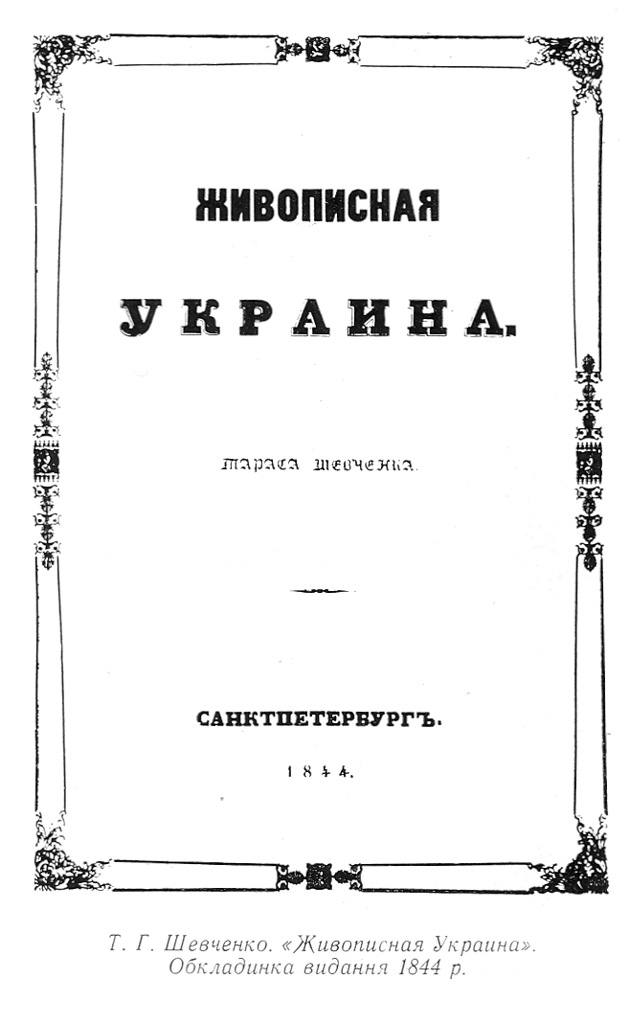
Buchcover. Text: Malerische Ukraine
– von Taras Schewtschenko – Sankt Petersburg – 1844

Malerische Ukraine (russisch Живописная Украина) ist eine 1844 in Sankt Petersburg publizierte Reihe von Radierungen des ukrainischen Malers und Nationaldichters Taras Schewtschenko.
Es war die erste und einzig erschienene Veröffentlichung einer von Schewtschenko geplanten Serie über die Geschichte, Sehenswürdigkeiten und Natur der Ukraine sowie über das Leben, Brauchtum und Folklore in ihr.

## Geschichte
Die Idee zu dieser Edition entstand bei Schewtschenko 1843 während seiner ersten Reise durch die Ukraine, wie seine Zeichnungen und Skizzen während dieser Reise belegen. Nachdem er im März 1844 wieder in Sankt Petersburg war, begann er mit der Vorbereitung zur Veröffentlichung, die Ende 1844 erfolgte. Er beabsichtigte, mit dem durch den Verkauf verdienten Geld, seine ukrainischen Verwandten aus der Leibeigenschaft freizukaufen. Eine für 1845 vorbereitete Veröffentlichung der zweiten Ausgabe der „Malerischen Ukraine“ kam, vor allem wegen Geldmangel, nicht zustande, da die erste Ausgabe die Erwartung, genug Geld für den geplanten Freikauf seiner Verwandten einzubringen, nicht erfüllt wurde.

## Radierungen der „Malerischen Ukraine“
Die Veröffentlichung besteht aus sechs Radierungen, deren sämtliche Beschriftungen von Schewtschenko stammen:
- „In Kiew“ (У Києві U Kyjewi)
- „Richterrat“ (Судна рада Sudna rada)
- „Geschenke in Tschyhyryn im Jahre 1649“ (Дари в Чигирині 1649 року Dary w Tschyhyryni 1649 roku)
- „Wydubyzkyj-Kloster“ (Видубицький монастир Wydubyzkyj monastyr)
- „Starost“ (Старости Starosty)
- „Märchen“ (Казка Kaska)

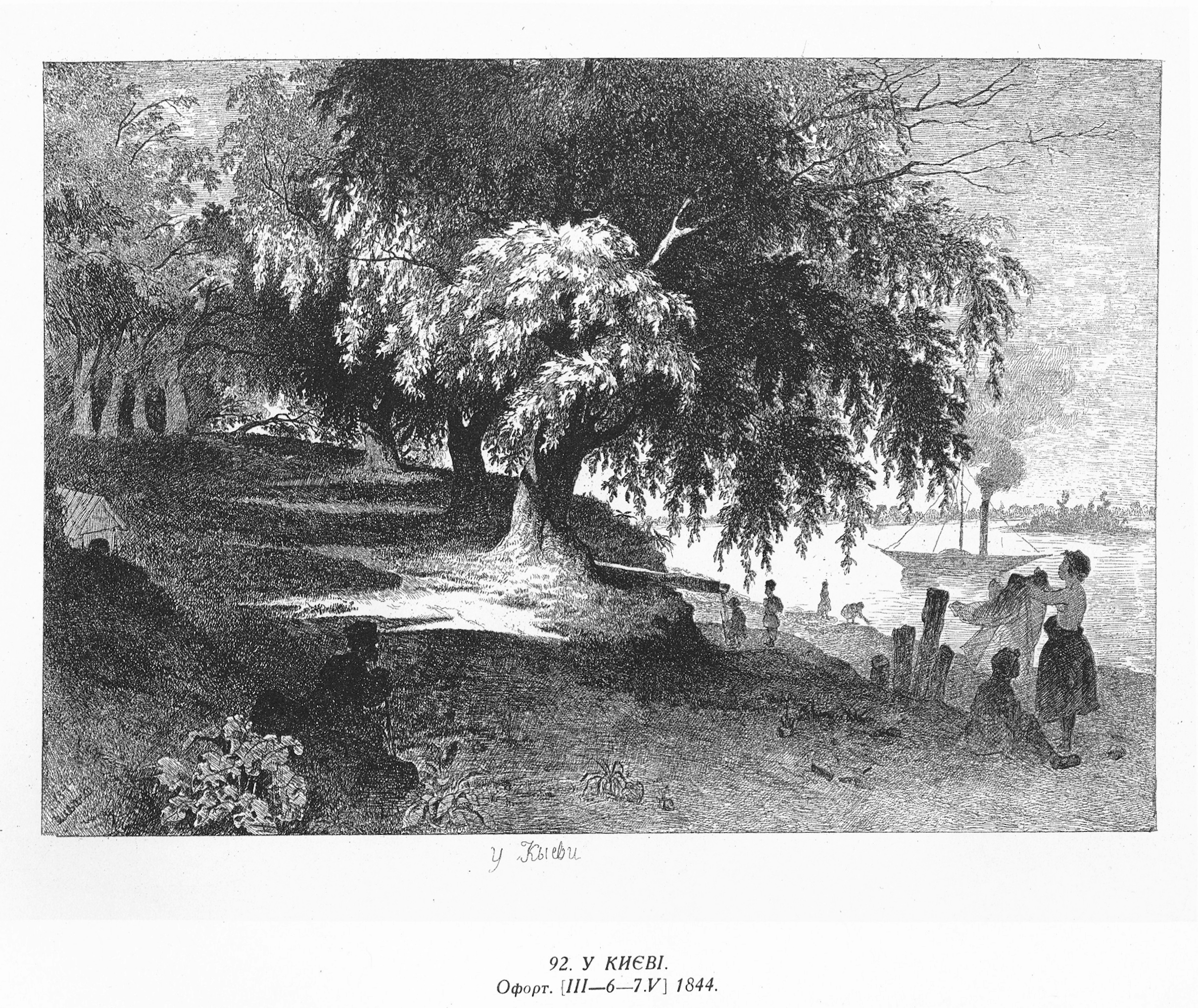
In Kiew
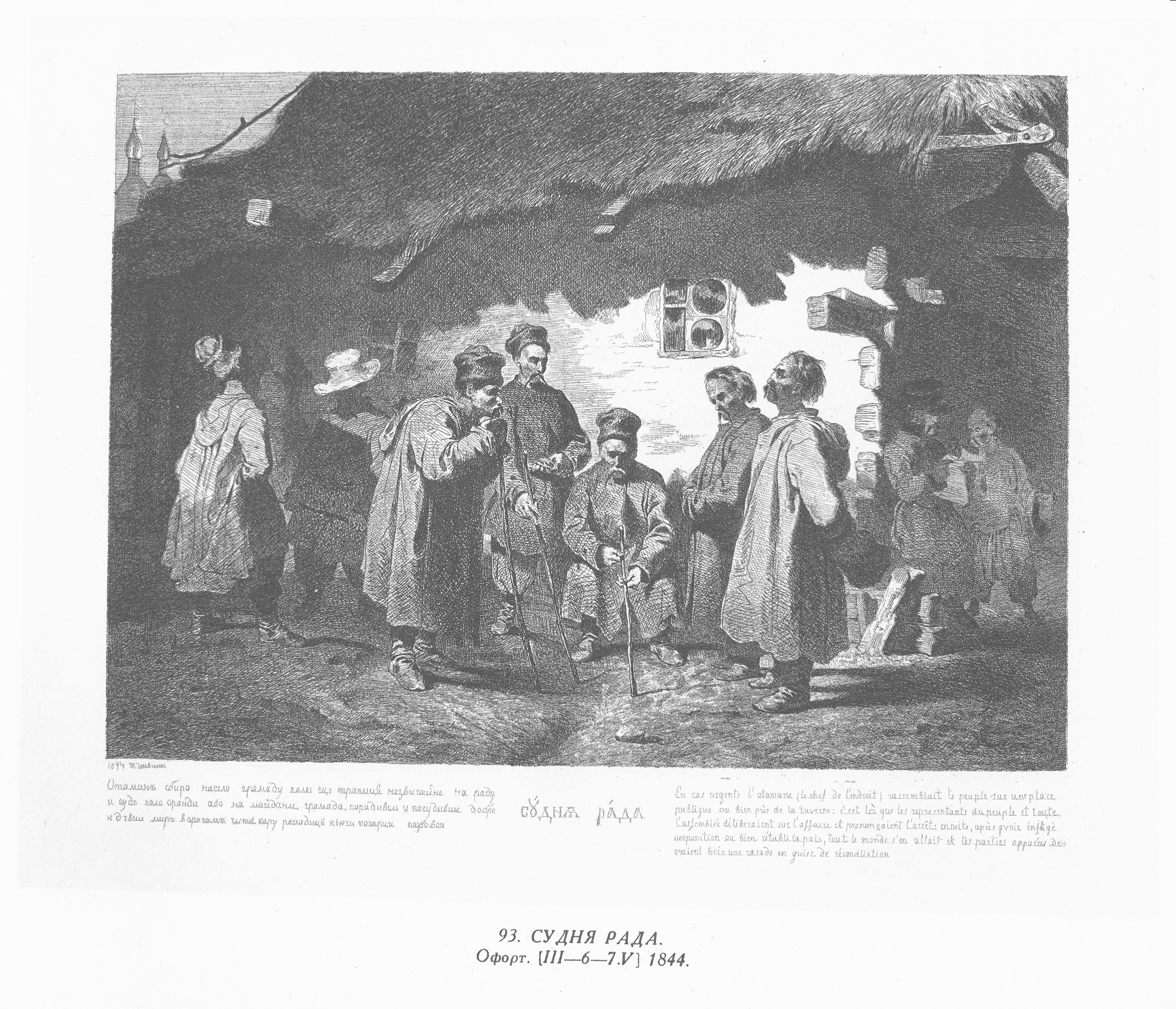
Richterrat
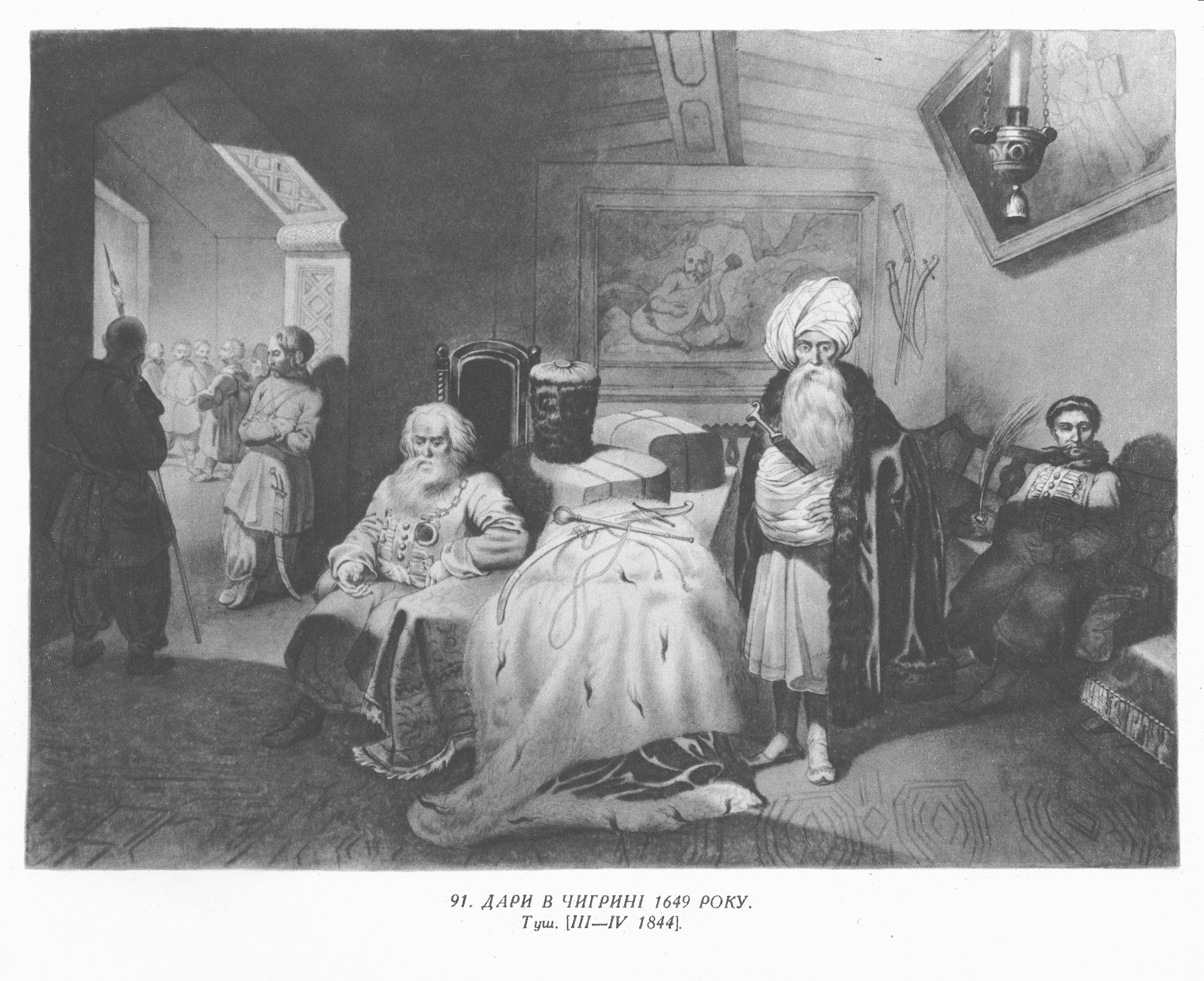
Geschenke in Tschyhyryn im Jahre 1649
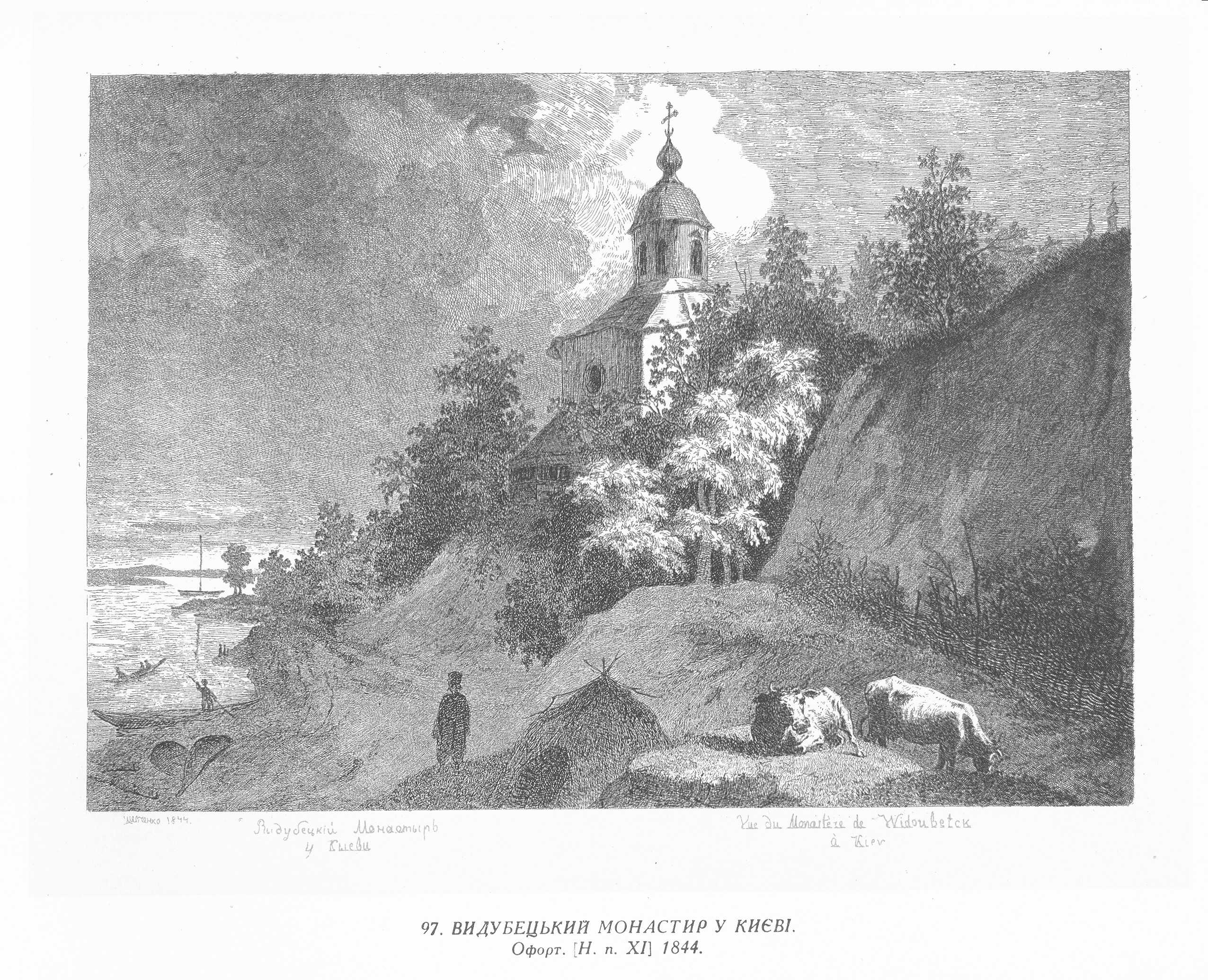
Wydubyzkyj-Kloster in Kiew
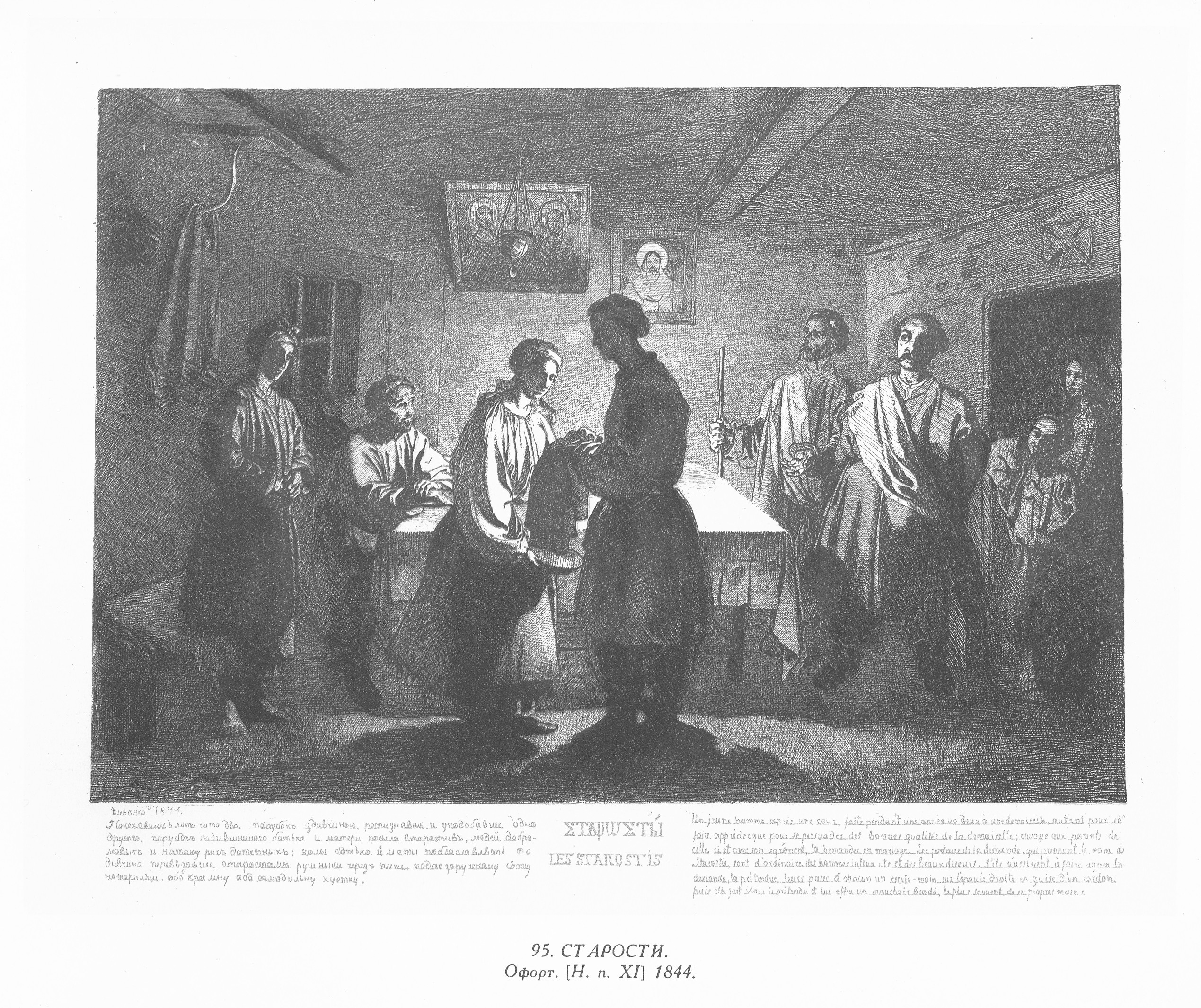
Starost
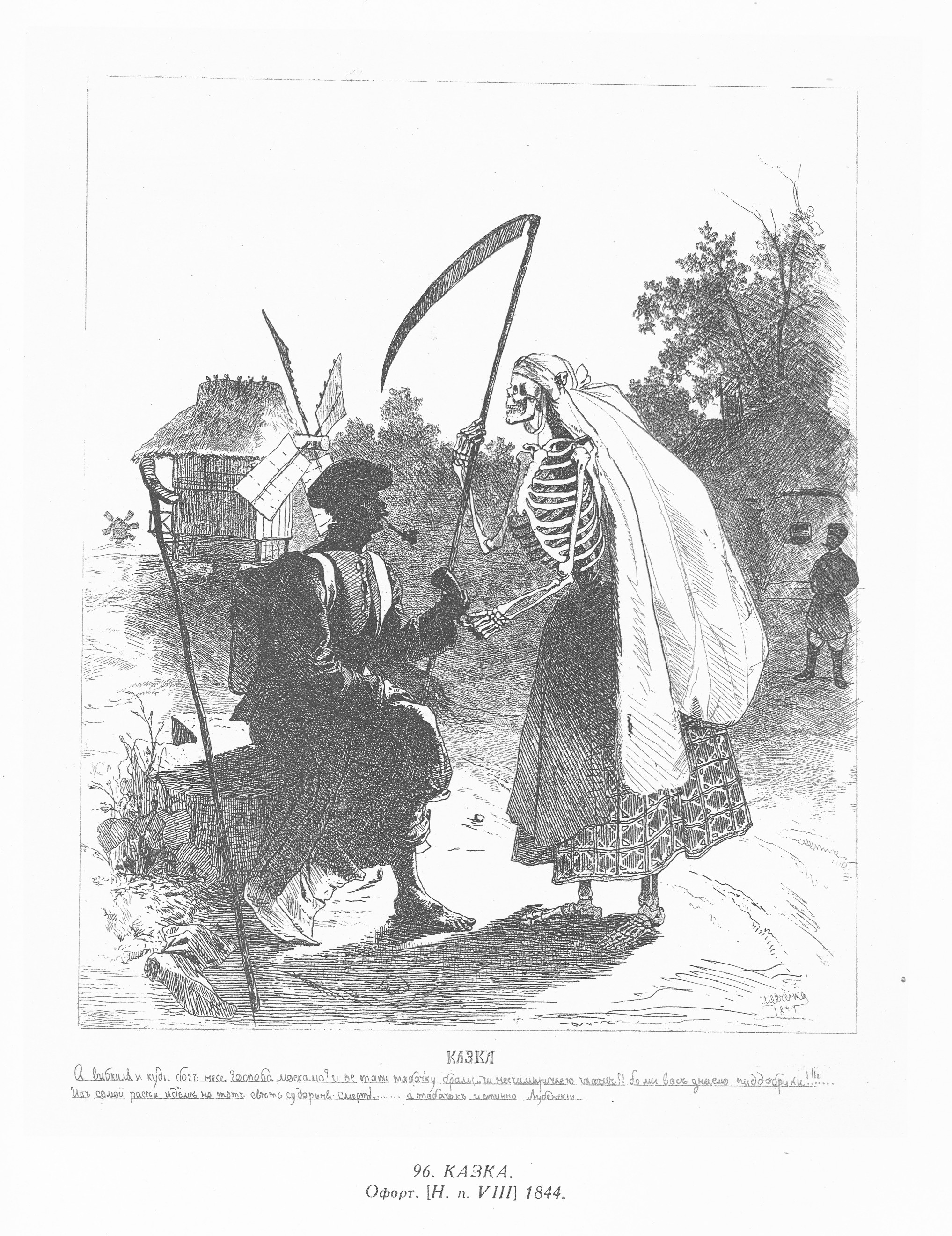
Märchen